# Gaffellibellen
De gaffellibellen (Ophiogomphus) vormen een geslacht van echte libellen (Anisoptera) uit de familie van de rombouten (Gomphidae).

## Soorten
- Ophiogomphus acuminatus Carle, 1981
- Ophiogomphus anomalus Harvey, 1898
- Ophiogomphus arizonicus Kennedy, 1917
- Ophiogomphus aspersus Morse, 1895
- Ophiogomphus australis Carle, 1992
- Ophiogomphus bison Selys, 1873
- Ophiogomphus carolus Needham, 1897
- Ophiogomphus cecilia (Geoffroy, 1785) – Gaffellibel
- Ophiogomphus cerastis Selys, 1854
- Ophiogomphus colubrinus Selys, 1854
- Ophiogomphus edmundo Needham, 1951
- Ophiogomphus howei Bromley, 1924
- Ophiogomphus incurvatus Carle, 1982
- Ophiogomphus longihamulus Karube, 2014
- Ophiogomphus mainensis Packard, 1863
- Ophiogomphus minimus Karube, 2014
- Ophiogomphus morrisoni Selys, 1879
- Ophiogomphus obscurus Bartenev, 1909
- Ophiogomphus occidentis (Hagen, 1885)
- Ophiogomphus purepecha González & Villeda-Callejas, 2000
- Ophiogomphus reductus Calvert, 1898
- Ophiogomphus rupinsulensis (Walsh, 1862)
- Ophiogomphus severus Hagen, 1874
- Ophiogomphus sinicus (Chao, 1954)
- Ophiogomphus smithi Tennessen & Vogt, 2004
- Ophiogomphus spinicornis Selys, 1878
- Ophiogomphus susbehcha Vogt & Smith, 1993
- Ophiogomphus westfalli Cook & Daigle, 1985

Niet langer geaccepteerde namen
- Ophiogomphus bellicosus Voronocovsky, 1909, zie Ophiogomphus cecilia (Geoffroy, 1785)
- Ophiogomphus caudoforcipus Yousuf & Yunus, 1977 , zie: Ophiogomphus reductus Calvert, 1898